# Verklista för Richard Wagner
Listan är uppställd efter Wagner-Werk-Verzeichnis (WWV). De nummer som saknas avser verk som är försvunna eller verk som Wagner planerade men aldrig skrev.

## Operor
- WWV 32 – Die Feen (1833, rev. 1834, uruppförd 1888)
- WWV 38 – Das Liebesverbot oder Die Novize von Palermo (1834–36, uruppförd 1836)
- WWV 49 – Rienzi, der letzte der Tribunen (1837–40, uruppförd 1842)
- WWV 63 – Den flygande holländaren (Der fliegende Holländer) (1840–41, uruppförd 1843)
- WWV 70 – Tannhäuser och sångarstriden på Wartburg (Tannhäuser und der Sängerkrieg auf Wartburg) (1842–45, rev. 1847, 1859–60 och 1861–67, uruppförd 1845)
- WWV 75 – Lohengrin (1845–48, uruppförd 1850)
- WWV 86 – Nibelungens ring (Der Ring des Nibelungen) – en "tetralogi" (egentligen enligt Wagner ett scenspel för tre dagar och en inledande afton) bestående av:
  - WWV 86A – Rhenguldet (Das Rheingold) (1851–54, uruppförd 1869)
  - WWV 86B – Valkyrian (Die Walküre) (1851–56, uruppförd 1870)
  - WWV 86C – Siegfried (1851–71, uruppförd 1876)
  - WWV 86D – Ragnarök (Götterdämmerung) (1848–74, uruppförd 1876)
- WWV 90 – Tristan och Isolde (Tristan und Isolde) (1857–59, uruppförd 1865)
- WWV 96 – Mästersångarna i Nürnberg (Die Meistersinger von Nürnberg) (1845–67, uruppförd 1868)
- WWV 111 – Parsifal (1865–82, uruppförd 1882)

## Övrig musik
- WWV 9 – Pianoreduktion av Ludwig van Beethovens Symfoni nr 9 i d-moll, op. 125 (1830–31)
- WWV 13 – Orkesterverk i e-moll (fragment, 1830?)
- WWV 15 – Sieben Kompositionen zu Goethes Faust, op. 5 (1831)
  - Nr 1 – ”Lied der Soldaten” för manskör och piano
  - Nr 2 – ”Bauer unter der Linde” för sopran, tenor, fyrstämmig kör och piano
  - Nr 3 – ”Branders Lied” för bas, enstämmig manskör och piano
  - Nr 4 – ”Lied des Mephistopheles” för bas, enstämmig manskör och piano
  - Nr 5 – ”Lied des Mephistopheles” för bas och piano
  - Nr 6 – ”Gretchen am Spinnrade” för sopran och piano
  - Nr 7 – ”Melodram” för recitativ och piano
- WWV 19 – Fugor (1831–32)
  - WWV 19A – ”Dein ist das Reich” för fyrstämmig kör
  - WWV 19B – ”Vierstimmige Doppelfuge” i C-dur
- WWV 20 – Konsertouvertyr nr 1 i d-moll (1831)
- WWV 21 – Pianosonat i B-dur, op. 1 (1831)
- WWV 22 – Fantasi i fiss-moll för piano (1831)
- WWV 23 – Polonäs i D-dur för piano (1831–32)
  - WWV 23A – För tvåhändigt piano
  - WWV 23B – För fyrhändigt piano
- WWV 24A – Köning Enzio, ouvertyr i e-moll till Ernst Raupachs skådespel (1831–32)
  - WWV 25 – Entr’acte tragique för orkester (1832?)
  - WWV 25 – Nr 1 i D-dur
  - WWV 25 – Nr 2 i c-moll
- WWV 26 – Pianosonat i A-dur, Große Sonate, op. 4 (1832)
- WWV 27 – Konsertouvertyr nr 2 i C-dur (1832)
- WWV 29 – Symfoni i C-dur (1832)
- WWV 35 – Symfoni i E-dur (fragment, 1834)
- WWV 36 – Beim Antritt des neuen Jahres 1835, skådespelsmusik för kör och orkester (1834)
- WWV 37 – Columbus, musik till skådespel av Theodor Apel (1834–35)
- WWV 38 – Das Liebesverbot oder Die Novize von Palermo för solister, kör och orkester (1834–36)
- WWV 39 – Polonia, ouvertyr i C-dur (1836)
- WWV 42 – Rule Britannia, ouvertyr för orkester i D-dur (1837)
- WWV 43 – Sanfte Wehmut will sich regen, aria i G-dur för bas och orkester till Carl Blums Opera Mary, Max und Michael (1837)
- WWV 44 – Nicolay, folkvisa i G-dur för sopran eller tenor, kör och orkester (1837)
- WWV 46 – Smärre bearbetningar av operor av Bellini, Meyerbeer och von Weber (1837–39?)
- WWV 47 – Smärre bearbetning av en opera av Rossini (1838?)
- WWV 50 – Der Tannenbaum i ess-moll för röst och piano (1838?)
- WWV 52 – Norma il predisse, aria för bas, manskör och orkester till Bellinis opera Norma (1839)
- WWV 53 – Dors mon enfant, sång i F-dur för röst och piano (1839)
- WWV 54 – Extase, sång i D-dur för röst och piano (fragment, 1839)
- WWV 55 – Attente, sång i G-dur för röst och piano (1839)
- WWV 56 – La tombe dit à la rose, sång i e-moll för röst och piano (1839)
- WWV 57 – Mignonne, sång i E-dur för röst och piano (1839)
- WWV 58 – Soupir, sång i B-dur för röst och piano (1839)
- WWV 59 – Eine Faust-Ouvertüre i d-moll (1839/40, rev. 1855)
- WWV 60 – Les deux grenadiers, sång i a-moll för baryton och piano (1839–40)
- WWV 61 – Adieux de Marie Stuart, sång i Ess-dur för sopran och piano (1840)
- WWV 62 – Paris-arrangemangen
  - WWV 62B – Arrangemang av Donizettis opera La Favorite (1840–41)
  - WWV 62C – Arrangemang för fyrhändigt piano av H. Herz: ”Grande fantaisie sur la Romanesca”, op. 111 (1841)
  - WWV 62D – Arrangemang av Jacques Fromental Halévys opera Le Guitarrero (1841)
  - WWV 62E – Arrangemang av Jacques Fromental Halévys opera La Reine de Chypre (1841–42)
  - WWV 62F – Arrangemang av Aubers opera Zanetta, ou Jouer avec le feu (1842)
- WWV 64 – Albumblatt für E.B. Kietz ’Lied ohne Worte’, pianostycke i E-dur (1840)
- WWV 65 – Descendons gaiment la courtille för kör och orkester, tillägg i en balett av Dumersans och Dupeuty (1841?)
- WWV 68 – Festsång Der Tag erscheint (1843)
  - WWV 68A – I arrangemang för manskör a cappella
  - WWV 68B – I arrangemang för manskör och blåsinstrument
- WWV 69 – Das Liebesmahl der Apostel för tre körer och orkester (1843)
- WWV 71 – Im treuen Sachsenland (1844)
  - WWV 71A – I arrangemang för manskör och blåsorkester
  - WWV 71B – I arrangemang för röst och piano
- WWV 72 – An Webers Grab för manskör a cappella (1844)
- WWV 73 – Trauermusik nach Motiven aus Carl Maria von Webers 'Euryanthe' för blåsorkester (1844)
- WWV 77 – Bearbetning av Christoph Willibald Glucks tragedi Iphigénie en Aulide för solister, kör och orkester (1846–47?)
- WWV 78 – Skisser till tre symfonier (1946–47)
- WWV 79 – Bearbetning av Palestrinas ”Stabat mater” för solister och dubbelkör (1848)
- WWV 84 – Polka i G-dur för piano (1853)
- WWV 85 – Pianosonat i Ass-dur för piano, tillägnad Mathilde Wesendonck (1853)
- WWV 87 – Konzertschluß zur Ouvertüre von Christoph Willibald Glucks Iphigenie in Aulis (1854)
- WWV 88 – Züricher Vielliebchen-Walzer i Ess-dur för piano (1854)
- WWV 91 – Wesendonck-Lieder, fem sånger för kvinnoröst och piano
  - WWV 91A/1 – ”Der Engel” i G-dur (1857, rev. 1858)
  - WWV 91A/2 – ”Träume” i Ass-dur (1857, rev. 1858) [även i arrangemang för violin och orkester, WWV91B]
  - WWV 91A/3 – ”Schmerzen” i Ess-dur (1857, rev. 1858)
  - WWV 91A/4 – ”Stehe still!” i c-moll (1858)
  - WWV 91A/5 – ”Im Treibhaus” i d-moll (1858)
- WWV 92 – Es ist bestimmt in Gottes Rat i a-moll för röst och piano (1858)
- WWV 93 – Tema i Ass-dur för piano (1858, rev. 1881)
- WWV 94 – In das Album der Fürstin Metternich i C-dur för piano (1861)
- WWV 95 – Ankunft bei den schwarzen Schwänen, Albumblatt i Ass-dur för piano (1861)
- WWV 97 – Huldigungsmarsch für Ludwig II. von Bayern i Ess-dur för militärorkester eller stor orkester (1864–71)
- WWV 98 – Romeo und Julie för orkester (skisser, 1868)
- WWV 101 – Wahlspruch für die deutsche Feuerwehr för manskör a cappella (1869)
- WWV 103 – Siegfried-Idyll i E-dur (1870)
- WWV 104 – Kaisermarsch i B-dur (1871)
- WWV 105 –Der Worte viele sind gemacht (Lied für Louis Kraft) för sångstämma och piano (1871)
- WWV 106 – Kinder-Katechismus zu Kosels Geburtstag
  - WWV 106A – För solist, barnkör och piano (1873)
  - WWV 106B – För solist, barnkör och orkester (1874)
- WWV 107 – Pläne zu Ouvertüren und Sinfonien för orkester (1874–83)
- WWV 108 – Albumblatt i Ess-dur för piano, tillägnat Betty Schott (1875)
- WWV 109 – J. Strauß: Wein, Weib und Gesang, bearbetning för orkester av Strauss vals, op. 333 (1875)
- WWV 110 – Großer Festmarsch i G-dur för orkester (1876)
- WWV 112 – Willkommen in Wahnfried i C-dur för barnkör (fragment, 1877)
- WWV 113 – Ihr Kinder, geschwinde, geschwinde för barnkör (1880)